# Daniel Martinez
Göran Daniel Martinez Olsson, född 9 januari 1973, är en svensk tidigare fotbollsspelare som är mest känd för sina två sejourer i Djurgårdens IF.

## Klubbkarriär

### Djurgården
Daniel Martinez blev uppflyttad i A-truppen och gjorde sina första matcher hösten 1992 men lyckades inte hjälpa laget att behålla sin allsvenska plats. Division 1-spel passade hans tempo bättre och kallades för en given publikfavorit av Dagens Nyheter. Efter säsongen 1995 som innebar mindre speltid ju längre säsongen led lämnade han klubben. 

### Spanien
En lång karriär i Spanien började ta fart och första anhalten blev division 3-klubben Racing de Ferrol. Det blev totalt tre säsonger i tre olika klubbar i Segunda División B.

### Djurgården igen
Sommaren 1998 återvände han till Djurgården och han debuterade hemma mot Brage 13 juni med ett dråpligt inhopp där han i sin första bolltouch efter 10 sekunder fick en hög spark mot ansiktet och knäckte näsbenet. Resten av säsongen gick bättre och han var med om att spela upp Djurgården i Allsvenskan för andra gången, men erbjöds inget nytt kontrakt.

### Spanien igen
Han återvände till Spanien och nu till Universidad de Las Palmas i division 3. Där började han använda sin mammas efternamn Olsson då han tyckte Martinez var för vanligt och fick följa klubben i sitt hjärta över internet när de åter åkte ur Allsvenskan 1999. För egen del gick det bättre och tredje säsongen i Universidad de Las Palmas betydde avancemang till andradivisionen. Där spelade han bl.a. 90 minuter när laget vann mot Atlétcio Madrid med 2-1 Totalt spelade han för nio olika lag i Spanien i motsvarande division 2 till 4 innan spelarkarriären tog slut 2008.

## Statistik

### Klubblag[12]
| Klubb                        | Säsong         | Ligaspel           | Ligaspel | Ligaspel | Ligaspel | Cupspel | Cupspel | Cupspel | Totalt  | Totalt | Totalt |
| Klubb                        | Säsong         | Division           | Matcher  | Mål      | Assist   | Matcher | Mål     | Assist  | Matcher | Mål    | Assist |
| ---------------------------- | -------------- | ------------------ | -------- | -------- | -------- | ------- | ------- | ------- | ------- | ------ | ------ |
| Djurgårdens IF               | 1992           | Allsvenskan        | 4        | 0        | ?        | ?       | ?       | ?       | 4       | 0      | ?      |
| Djurgårdens IF               | 1993           | Division 1 Norra   | 11       | 1        | ?        | ?       | ?       | ?       | 11      | 1      | ?      |
| Djurgårdens IF               | 1994           | Division 1 Norra   | 25       | 5        | ?        | ?       | 1       | ?       | 25      | 6      | ?      |
| Djurgårdens IF               | 1995           | Allsvenskan        | 11       | 1        | 0        | ?       | 1       | ?       | 11      | 2      | 0      |
| Djurgårdens IF               | Totalt         | Totalt             | 51       | 7        | 0        | 0       | 2       | 0       | 51      | 9      | 0      |
| Racing de Ferrol             | 1995/96        | Segunda División B | 18       | 3        | ?        | ?       | ?       | ?       | 18      | 3      | ?      |
| Racing de Ferrol             | Totalt         | Totalt             | 18       | 3        | 0        | 0       | 0       | 0       | 18      | 3      | 0      |
| Elche CF                     | 1996/97        | Segunda División B | 17       | 0        | ?        | 1       | 0       | ?       | 18      | 0      | ?      |
| Elche CF                     | Totalt         | Totalt             | 17       | 0        | 0        | 1       | 0       | 0       | 18      | 0      | 0      |
| Guadix CF                    | 1997/98        | Segunda División B | 22       | 1        | ?        | 1       | 0       | ?       | 23      | 1      | ?      |
| Guadix CF                    | Totalt         | Totalt             | 22       | 1        | 0        | 1       | 0       | 0       | 23      | 1      | 0      |
| Djurgårdens IF               | 1998           | Division 1 Norra   | 14       | 1        | 4        | 0       | 0       | 0       | 14      | 1      | 4      |
| Djurgårdens IF               | Totalt         | Totalt             | 14       | 1        | 4        | 0       | 0       | 0       | 14      | 1      | 4      |
| Universidad de Las Palmas CF | 1998/99        | Segunda División B | 20       | 1        | ?        | ?       | ?       | ?       | 20      | 1      | ?      |
| Universidad de Las Palmas CF | 1999/00        | Segunda División B | 41       | 2        | ?        | 2       | 0       | ?       | 43      | 2      | ?      |
| Universidad de Las Palmas CF | 2000/01        | Segunda División   | 16       | 0        | ?        | 1       | 0       | ?       | 17      | 0      | ?      |
| Universidad de Las Palmas CF | Totalt         | Totalt             | 77       | 3        | 0        | 3       | 0       | 0       | 80      | 3      | 0      |
| AD Ceuta                     | 2001/02        | Segunda División B | 26       | 1        | ?        | 3       | 0       | ?       | 29      | 1      | ?      |
| AD Ceuta                     | Totalt         | Totalt             | 26       | 1        | 0        | 3       | 0       | 0       | 29      | 1      | 0      |
| Torredonjimeno CF            | 2002/03        | Segunda División B | 32       | 4        | ?        | ?       | ?       | ?       | 32      | 4      | ?      |
| Torredonjimeno CF            | Totalt         | Totalt             | 32       | 4        | 0        | 0       | 0       | 0       | 32      | 4      | 0      |
| Serrallo CF                  | 2003/04        | Tercera División   | 6        | 2        | ?        | ?       | ?       | ?       | 6       | 2      | ?      |
| Serrallo CF                  | Totalt         | Totalt             | 6        | 2        | 0        | 0       | 0       | 0       | 6       | 2      | 0      |
| Real Balompédicia Linense    | 2004/05        | Tercera División   | 17       | 9        | ?        | ?       | ?       | ?       | 17      | 9      | ?      |
| Real Balompédicia Linense    | 2005/06        | Tercera División   | 20       | 3        | ?        | ?       | ?       | ?       | 20      | 3      | ?      |
| Real Balompédicia Linense    | Totalt         | Totalt             | 37       | 12       | 0        | 0       | 0       | 0       | 37      | 12     | 0      |
| AD Ceuta                     | 2006/07        | Segunda División B | 9        | 0        | ?        | ?       | ?       | ?       | 9       | 0      | ?      |
| AD Ceuta                     | Totalt         | Totalt             | 9        | 0        | 0        | 0       | 0       | 0       | 9       | 0      | 0      |
| Puerto Real CF               | 2007/08        | Tercera División   | 28       | 9        | ?        | ?       | ?       | ?       | 28      | 9      | ?      |
| Puerto Real CF               | Totalt         | Totalt             | 28       | 9        | 0        | 0       | 0       | 0       | 28      | 9      | 0      |
| Hela karriären               | Hela karriären | Hela karriären     | 337      | 43       | 4        | 8       | 2       | 0       | 345     | 45     | 4      |

### Landslag[13]
| Landslag    | År     | Totalt  | Totalt |
| Landslag    | År     | Matcher | Mål    |
| ----------- | ------ | ------- | ------ |
| Sverige U17 | 1988   | 9       | 0      |
| Sverige U17 | 1989   | 2       | 0      |
| Totalt      | Totalt | 11      | 0      |